# Кайков, Павел Александрович
Павел Александрович Кайков (10 января 1917, Межево, Тверская губерния — 29 ноября 1941, Лоухи) — военный лётчик, Герой Советского Союза.

## Биография
Родился 10 января 1917 года в деревне Межево ныне Конаковского района Тверской области в семье рабочего. Русский. Окончив 7 классов и школу ФЗУ при Калининском вагоностроительном заводе (ныне Тверской вагоностроительный завод), работал токарем. В РККА с 1938 года. Окончил Одесскую военную авиационную школу лётчиков в 1939 году. Участник советско-финской войны 1939—1940 годов.
Участник Великой Отечественной войны с июня 1941 года. Лётчик 147-го истребительного авиационного полка (1-я смешанная авиационная дивизия, 14-я армия, Карельский фронт) комсомолец лейтенант Кайков П. А. произвёл 67 боевых вылетов на штурмовку вражеских объектов, сопровождение самолётов, прикрытие аэродрома и 110 вылетов на связь и доставку боеприпасов и продовольствия партизанам в тыл противника. Участвовал в 5 воздушных боях.
29 ноября 1941 года лейтенант Кайков вылетел в составе эскадрильи на штурмовку войск противника на Мурманском направлении. При посадке на свой аэродром советские лётчики были атакованы истребителями противника. Несмотря на почти полный расход боеприпасов, наши лётчики приняли бой. Кайков сразился с двумя Me-109. Он старался экономить патроны, но они быстро кончились. Вскоре один «мессершмитт» вышел из боя. С другим он сошёлся на высоте 150 м в лобовой атаке. Немец с разворотом стал переходить на бреющий полёт. Кайков догнал его и над самыми верхушками деревьев ударил винтом своего И-153 по хвостовому оперению Мессершмитта. При этом оба самолёта врезались в землю.
Указом Президиума Верховного Совета СССР «О присвоении звания Героя Советского Союза начальствующему составу Военно-воздушных сил Красной Армии» от 6 июня 1941 года за «образцовое выполнение боевых заданий командования на фронте борьбы с немецкими захватчиками и проявленные при этом отвагу и геройство» удостоен посмертно звания Героя Советского Союза. Награждён орденом Ленина.
Похоронен в Мурмашах Кольского района Мурманской области. Его именем названы улицы в Твери и посёлке Мурмаши, одна из школ Мурманска, профессиональное училище в Твери. На здании школы в родной деревне установлена мемориальная доска.